# Miltochrista lutivittata
Miltochrista lutivittata là một loài bướm đêm thuộc phân họ Arctiinae, họ Erebidae.